# Keen Johnson
Keen Johnson (Contea di Lyon, 12 gennaio 1896 – Richmond, 7 febbraio 1970) è stato un politico statunitense, 45º Governatore del Kentucky, dal 1939 al 1943, e l'unico giornalista ad aver ricoperto il ruolo.

## Biografia
Dopo aver prestato servizio nella prima guerra mondiale, Johnson acquistò e lavorò per il giornale Elizabethtown Mirror. Lo vendette poi a un concorrente e utilizzò i profitti per ottenere la sua laurea in giornalismo presso l'Università del Kentucky nel 1922. Dopo la laurea, diventò direttore del The Anderson News, e nel 1925, accettò l'offerta del Richmond Daily Register.
Nel 1935, Johnson è stato scelto come candidato democratico per il ruolo di vicegovernatore. Fu eletto e servì sotto il governatore A. B. "Happy" Chandler dal 1935 al 1939.